# Верево (посёлок при железнодорожной станции)
Ве́рево — посёлок при железнодорожной станции в Гатчинском муниципальном округе Ленинградской области.

## История
В административных данных 1933 года посёлок Верево не упоминается.
По данным 1966 и 1973 годов посёлок при станции Верево находился в составе Большетаицкого сельсовета.
По данным 1990 года посёлок при станции Верево входил в состав Веревского сельсовета.
В 1997 году в посёлке проживали 124 человека, в 2002 году — 110 человек (все русские).
По состоянию на 1 января 2006 года в посёлке насчитывалось 73 домохозяйства и 7 дач, общая численность населения была — 112 человек, в 2007 году — 114 человек.

## География
Посёлок расположен в северной части района у железнодорожной станции Верево.
Близ посёлка проходит автодорога Р23 «Псков» (E 95, Санкт-Петербург — граница с Белоруссией).
Расстояние до административного центра поселения, деревни Малое Верево — 7 км.

## Демография
| 1997 | 2006 | 2007 | 2010 | 2017 |
| ---- | ---- | ---- | ---- | ---- |
| 124  | ↘112 | ↗114 | ↗161 | ↘124 |

### Национальный состав
Согласно данным Всероссийской переписи населения 2021 года в посёлке проживали 179 человек, из них:
русские — 174, узбеки — 2, таджики — 1, два человека национальность не указали.

## Предприятия и организации
- Продовольственный магазин
- Асфальтный завод

## Транспорт
От Санкт-Петербурга (ст. м.  «Московская») до Верево можно доехать на рейсовом автобусе № 431 и маршрутных такси № 18, 18А, 100.

## Достопримечательности
Мемориал воинской славы. Сооружён в 1975 году на месте захоронения советских воинов, погибших в 1941 году при обороне Красногвардейска, а также воинов, погибших при его освобождении.

## Улицы
Железнодорожная.